# Bergbau (Gemeinde Hohentauern)
Bergbau war eine Knappensiedlung in der Gemeinde Hohentauern in der Steiermark.

## Lage
Der kleine Ort liegt nordwestlich von Hohentauern am Osthang des Lärchkogels in einer Talung am Sunkbach, die Sunk genannt wird. Heute kann der Bereich zu Fuß erreicht werden. Die Zufahrtsstraße befindet sich in schlechtem Zustand.

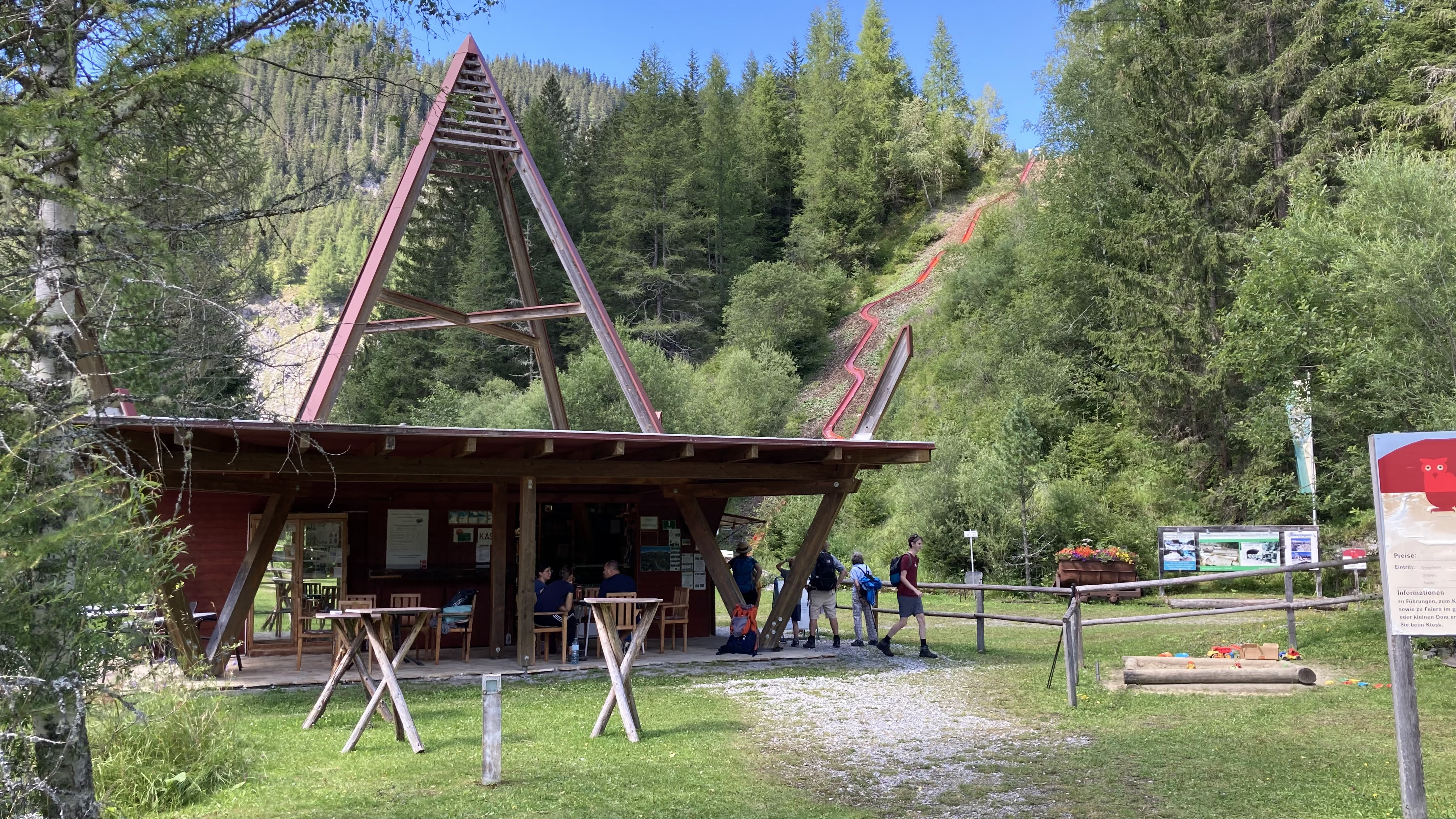
2022 Eingang zum Magnesitschaubergwerk

## Geschichte

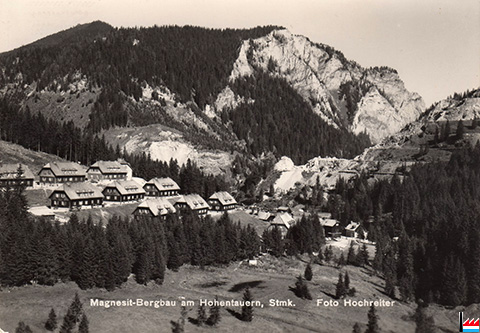
Ansicht Bergbau Hohentauern, 1950

Die Sunk stellt ein altes Magnesit- und Graphit-Abbaugebiet dar, das um 1640 erstmals nachweislich ist, und im 19. Jahrhundert für die Stahlproduktion intensiviert wurde,  und im Trieben verarbeitet wurde.
Aufgrund der exponierten Lage des Bergbaues entwickelte sich alsbald eine kleine Ansiedlung, die mit dem Beginn der Industrialisierung und der Ausweitung des Bergbaues ebenso ausgebaut wurde. Die ersten Arbeiterwohnungen im Sunk waren sechs zweistöckige Blockhäuser in Form von Arbeiterbaracken für 97 Arbeiter. Die Baracken waren nur mit Brettern verschlagen und die Fugen mit Moos verkleidet. Für unverheiratete Bergarbeiter wurden einfacher ausgestattete Burschenhäuser errichtet. Anfang des 20. Jahrhunderts wurde eine Seilbahn durch den Sunk errichtet.
Mit der späteren Trennung der Wohneinheiten von Angestellten und Arbeitern zog diese Differenzierung auch in den Wohnbau ein.
Die heutige Bergbau-Siedlung, direkt beim Ort Hohentauern, entstand in den 1960er-Jahren und besteht aus Einfamilienhäusern mit Satteldach und einem zugehörigen Garten zum Gemüseanbau. Die Baupläne wurden den bauwilligen Bergarbeitern vom Bergbaubetrieb zur Verfügung gestellt, wodurch in der Siedlung ein einheitlicher Haustyp entstand.
1991 wurde der Bergbau eingestellt,  hier befinden sich heute nurmehr einige wenige Baulichkeiten, die eigentliche Knappensiedlung ist abgekommen. Die Geschichte ist im Bergbaumuseum im Gemeindehaus Hohentauern dokumentiert.
Juli 2013 wurde der Magnesitabbau probeweise wieder aufgenommen.

### Die Materialseilbahn nach Trieben

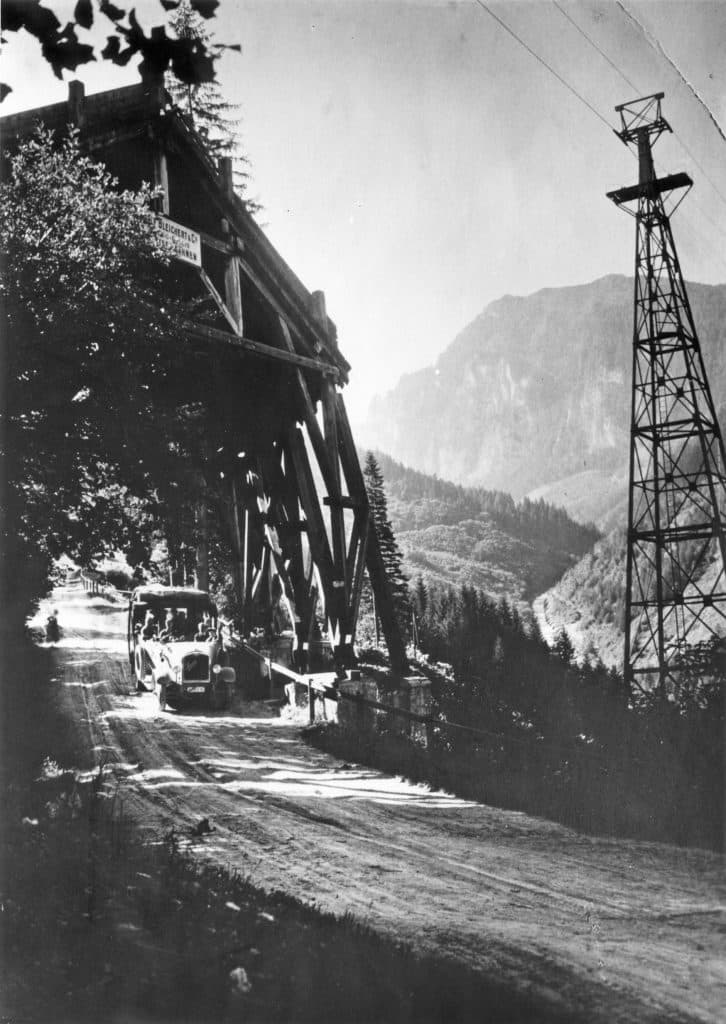
Materialseilbahn Sunk Bergbau auf Höhe zweiter Teilabschnitt von Trieben aus gesehen. 1937

Die Materialseilbahn war das technische und logistische Herzstück des gesamten Betriebs. Ohne sie wäre die Magnesit-Ära in Hohentauern und Trieben nicht möglich gewesen. Die Planungs- und Trassierungsarbeiten für diese kühne Konstruktion begannen bereits 1907, und nach rund vierjähriger Bauzeit wurde sie 1910/11 fertiggestellt und in Betrieb genommen. Ihre überragende Bedeutung lag darin, dass sie die „einzig wintersichere Fördermöglichkeit“ darstellte und somit eine ganzjährige, wetterunabhängige Verbindung zwischen dem hochalpinen Bruch im Sunk und dem Verarbeitungswerk im Tal garantierte.
Ihre strategische Wichtigkeit für die Kriegswirtschaft des Dritten Reiches wurde auf tragische Weise am 16. Oktober 1944 deutlich, als bei einem alliierten Bombenangriff auf die Werksanlagen in Trieben auch der Seilbahneinlauf schwer beschädigt und zerstört wurde.
Die Seilbahn war jedoch weit mehr als nur ein industrielles Förderband. Für die isolierte Knappensiedlung im Sunk war sie bis weit nach dem Zweiten Weltkrieg die wichtigste Nabelschnur zur Außenwelt, über die auch Lebensmittel und alle notwendigen Versorgungsgüter transportiert wurden. Parallel zur Magnesitseilbahn existierte auch eine separate Seilbahn für den Abtransport von Grafit, die allerdings bereits 1959 aufgelassen und durch LKW ersetzt wurde. Die Magnesitseilbahn selbst wurde hingegen 1960/61 durch den Bau einer neuen, obertägigen Brecherstation mit einer direkt angeschlossenen, automatisierten Seilbahnbeladung nochmals modernisiert und auf den neuesten Stand der Technik gebracht.
Mit der Stilllegung des gesamten Betriebs wurde auch die Seilbahn außer Dienst gestellt und in der Folge abgebaut und verschrottet.
Heute sind von dieser einst so wichtigen und landschaftsprägenden Anlage kaum noch Spuren zu finden. Man kann zwar die ehemalige Trasse im Gelände erahnen, und vereinzelt mögen noch Fundamentreste der Stützen existieren, aber die Seilbahn selbst ist komplett aus der Landschaft verschwunden. Sie teilt damit das Schicksal vieler Industrieanlagen, die nach dem Ende ihrer wirtschaftlichen Nutzung zurückgebaut werden.